# جوشوا فراي سبيد
جوشوا فراي سبيد (بالإنجليزية: Joshua Fry Speed)‏ هو سياسي أمريكي، ولد في 14 نوفمبر 1814 في لويفيل في الولايات المتحدة، وتوفي بنفس المكان في 29 مايو 1882.